# Вечность (телесериал)
«Вечность» (англ. Forever) — американский телевизионный сериал, созданный Мэттью Миллером, с Йоаном Гриффитом в главной роли, который выходил на ABC с 22 сентября 2014 года по 5 мая 2015 года. В центре сюжета находится доктор Генри Морган, успешный медицинский эксперт из Нью-Йорка, который имеет секрет — ему 200 лет. В 1814 году, в возрасте 35 лет, он умер в первый раз, но вскоре возродился в этом же возрасте, после чего история многократно повторялась.
7 мая 2015 года сериал был закрыт после одного сезона.

## Производство
В августе 2013 года было объявлено, что ABC купил сценарий пилотного эпизода, написанного Мэттью Миллером. Проект описывался как криминальная драма с нестандартной концепцией. 23 января 2014 года канал дал зелёный свет на съемки пилотного эпизода, режиссёром которого стал Брэд Андерсон.
Кастинг на основные роли начался в феврале 2014 года. Джадд Хирш стал первым актёром, получившим регулярную роль в пилоте, 19 февраля. 21 февраля было объявлено, что Йоан Гриффит будет играть ведущую роль в пилоте. 10 марта Алана Де Ла Гарза подписалась играть ведущую женскую роль детектива, с которой сотрудничает главный герой. 14 марта Барбара Ив Харрис, Джоэл Дэвид Мур и Донни Кешаварц получили остальные регулярные роли второго плана в пилоте.
8 мая 2014 года, ABC заказал съемки первого сезона сериала для трансляции в сезоне 2014—2015 годов. Примечательно, что сериал стал единственной драматической новинкой канала, производства Warner Bros. Television, а не ABC Studios.
Уже после заказа сериала, в июле 2014 года, Барбара Ив Харрис покинула сериал, а Лоррейн Туссен в свою очередь была приглашена на регулярную роль пятидесятилетнего ветерана полиции, лейтенанта Джоанны Риз, которая является новым боссом для персонажа Де Ла Гарза. 26 августа 2014 года, за месяц до телевизионной премьеры, пилотный эпизод был выложен в интернет для свободного просмотра на Hulu Plus.
7 ноября 2014 года, несмотря на слабые рейтинги, канал продлил сериал на полный сезон из двадцати двух эпизодов.

## Актёры и персонажи

### Основной состав
- Доктор Генри Морган (Йоан Гриффит) — главный герой сериала. Судмедэксперт в полиции Нью-Йорка, которому уже 236 лет. Он родился 19 сентября 1779 года, а умер в первый раз 1 апреля 1814 года в возрасте 35 лет. Он до сих пор не раскрыл причины своего бессмертия, но продолжает искать способ от него избавиться. Во многом Генри очень старомоден, например, он не любит современную популярную музыку, отдавая предпочтение классике, не пользуется мобильным телефоном и не имеет автомобиля. Однако его двухвековая жизнь позволила ему собрать у себя в голове огромное количество информации о мире и поведении людей, что сделало его крайне полезным экспертом. Ранее работал врачом, но вынужден был бросить эту профессию, когда бросил пациента умирать ради сокрытия своей тайны и испытал от этого сильные угрызения совести.
- Детектив Джо Мартинес (Алана Де Ла Гарза) — напарница Генри при расследованиях. Находится под сильным впечатлением от его огромных знаний, но с трудом выносит странности Моргана. Постоянно хочет узнать его получше, но Генри упорно держит имидж таинственности и мало рассказывает Джо о своём прошлом. За год до событий сериала она потеряла мужа, а её отец был преступником. Возможно, что Джо неравнодушна к Генри. В финале сериала Генри решился открыть ей свою тайну.
- Лукас Вол (Джоэл Дэвид Мур) — ассистент Генри. Мало знает о своём начальнике, но хорошо успел изучить его привычки. Любитель комиксов и кино.
- Детектив Майк Хенсон (Донни Кешаварц) — официальный напарник Джо. Довольно саркастично относится к Генри и не так сильно восхищается его познаниями, иногда пытаясь с ним соревноваться.
- Лейтенант Джоанна Риз (Лоррейн Туссен) — начальница Джо и Генри. Достаточно строгая и требовательная, но умеет сочувствовать и готова поддержать подчинённых в трудную минуту.
- Абрахам «Эйб» Морган (Джадд Хирш) — пожилой владелец антикварной лавки, приёмный сын Генри и его единственное доверенное лицо (позже оказалось, что он его дальний непрямой потомок). Генри нашёл его ещё младенцем в концентрационном лагере для евреев во время Второй Мировой войны, и вместе со своей тогдашней женой Эбигейл усыновил его. Эйб единственный человек в окружении Генри, кто знает его секрет. Повторяющимся элементом сериала является то, что Эйб регулярно пытается помочь отцу стать более современным, но в итоге сам проникается его старомодными привычками и вкусами. Иногда помогает Генри и Джо в расследованиях, используя свою незаметность и связи в антикварном мире.

### Второстепенный состав
- Эбигейл Морган (Маккензи Мози и Джанет Зариш) — любимая жена Генри в XX веке, приёмная мать Эйба. Родилась в 1921 году и на момент знакомства с Генри по окончании Второй Мировой войны ей было 24 года. Прожив с Генри 40 лет и воспитав сына, покинула его в 1985 году. В апреле того же года собиралась вернуться, однако затем случайно встретила Адама и, ошибочно решив, что он хочет навредить Генри, перерезала себе горло, чтобы он у неё ничего не выпытал.
- «Адам» (Бёрн Горман) — главный антагонист, другой бессмертный, которому уже более 2000 лет. За время своей многовековой жизни лишился человечности и превратился в жестокого убийцу. Был анонимным преследователем Генри, общаясь с ним по телефону. Лично впервые появился в одиннадцатом эпизоде, где сперва предстал как психотерапевт Льюис Фарбер, но в конце этой же серии раскрыл свою личность Генри. Пытался сделать его подобным себе, а также проверить на нём свою теорию, что убить бессмертного может только то оружие, которое его первым убило (в случае Адама, этим оружием является пугио, от которого также погиб Гай Юлий Цезарь). В двадцать второй серии Генри с помощью шприца с воздухом вызвал у Адама эмболию ствола мозга, в результате чего он оказался парализован и помещён в больницу на неопределённое время под личное наблюдение Генри. Обычно Адам одет в коричневое пальто, шарф и классическую кепку.
- Молли Доус/Иона Пэйн (Хилари Бёртон) — психолог, которая появляется в двух эпизодах. В первый раз появилась в 8 серии, где работает доминой-терапевтом для людей, снимающих стресс за счёт боли (жертва этой серии была её клиентом). Быстро прониклась взаимной симпатией к Генри, из-за чего тот был похищен преступником. Снова появилась в 16 серии, где выясняется, что она оставила работу домины и стала профессором криминальной психологии в колледже, где училась очередная жертва. На этот раз между ней и Генри зародились настоящие серьёзные чувства, но Генри убедил её повременить с отношениями до тех пор, пока не заживут его раны от исчезновения Эбигейл.
- Нора Морган (Виктория Хейнс и Джейн Александер) — первая жена Генри, на которой он женился ещё до того, как стал бессмертным. Вернулся к ней после трансформации и попытался доверить свою тайну, но она сочла его сумасшедшим и отправила в психиатрическую лечебницу. Когда врачи поняли, что Генри не сумасшедший, его переправили в тюрьму, из которой он потом сбежал, повесившись в камере. 50 лет спустя Нора увидела портрет Генри в газете и поняла, что он говорил правду. Она решила его публично разоблачить (чтобы явить всему миру то, что победить смерть возможно), несмотря на его отказ, и попыталась ради этого прилюдно застрелить, но случайно убила медсестру, с которой у Генри в то время был роман. Вероятно, после этого была признана сумасшедшей и отправлена на принудительное лечение.

## Эпизоды
| № | Название                                                                | Режиссёр         | Автор сценария                | Дата премьеры    | Зрители в США (млн) |
| --- | ----------------------------------------------------------------------- | ---------------- | ----------------------------- | ---------------- | ------------------- |
| 1 | «Пилотная серия» «Pilot»                                                | Брэд Андерсон    | Мэттью Миллер                 | 22 сентября 2014 | 8,59                |
| Доктор Генри Морган погиб в результате столкновения поезда метро, а после его воскрешения из Гудзона ему звонит неизвестный, заявляя что он знает о силе его бессмертия. Эйб, доверенное лицо Генри, убеждает того не убегать, до тех пор пока он действительно не почувствует, что находится под угрозой. Детектив Джо Мартинес, расследуя катастрофу обнаруживает кадры, запечатлевшие Моргана у самого поезда, и подозревает его в организации аварии, пока он не доказывает, что несчастный случай произошел вследствие отравления машиниста поезда метро. Виновник же используя аконит - невероятно болезненный и мгновенно действующий яд, получаемый из цветка. Преступник планирует использовать его в виде газа, чтобы распылить через системы кондиционирования Центрального вокзала. Таким образом он хочет отомстить железнодорожным компаниям, «ответственным» за смерть его жены, погибшей на путях метрополитена. Генри и Джо сумели перехватить преступника на вершине крыши Центрального вокзала, однако тот успевает выстрелить и ранить детектива Мартинес, и вскоре вторая пуля настигает самого Моргана. Генри спрыгивает с крыши Центрального вокзала вместе с убийцей, желая предотвратить его злой умысел. Опасность миновала, но вскоре таинственный незнакомец снова звонит Генри. Флэшбеки: Генри вспоминает о его пребывании в рядах британской армии во времена Второй мировой войны, где в полевом госпитале Германии он встретил свою будущую жену Эбигейл. Они познакомились, спасая младенца из лагеря для интернированных, которым в настоящее время является Эйб. |                                                                         |                  |                               |                  |                     |
| 2 | «Семь раз отмерь» «Look Before You Leap»                                | Сэм Хилл         | Мэттью Миллер                 | 23 сентября 2014 | 6,85                |
| Девушка упавшая с моста, как полагают, покончила жизнь самоубийством, пока доктор Генри Морган не докажет обратное. Между тем, Генри получает письмо от своего таинственного преследователя, написанное на старой бумаге из итальянской гостиницы, где Генри влюбился в Эбигейл. В настоящее время, профессор, который вместе с погибшей занимался переводом древнего латинского кодекса, становится главным подозреваемым в её убийстве. Некоторое время спустя его находят покончившим с собой в своем кабинете. Генри понимает, что самоубийство профессора было подстроено и на самом же деле являлось убийством. Идущий по следу доктор Морган сам оказывается на волоске от смерти, когда решает противостоять настоящему убийце. После раскрытия дела, Генри получает звонок от своего преследователя, представившись Адамом он утверждает, что бессмертен также как и Генри, и его продолжительность жизни по меньшей мере 2000 лет. Флэшбеки: В 1945 году Генри пытается расстаться с Эбигейл из-за его секрета. Эбигейл возвращает его и они целуются. |                                                                         |                  |                               |                  |                     |
| 3 | «Источник молодости» «Fountain of Youth»                                | Дэвид Уоррен     | Джанет Лин                    | 30 сентября 2014 | 5,69                |
| Пожилой мужчина умирает от известного омолаживающего препарата, которое сделало его тело моложе, однако вызвало более быстрое старение его мозга. Генри и детектив Мартинес должны поторопиться, чтобы распознать создателя и составляющие этого препарата, прежде чем его губительному влиянию будет подвержено еще большее количество людей. Генри также размышляет о коллеге из века назад, который умирал от туберкулеза, и о том, что как тогда, так и сейчас, люди прибегали к отчаянным мерам, чтобы попытаться зацепиться за жизнь. Флэшбеки: Генри вспоминает 1906 год, когда его друг пытался излечиться от смертельной болезни с помощью новомодных средств. |                                                                         |                  |                               |                  |                     |
| 4 | «Искусство убийства» «The Art of Murder»                                | Джейс Александр  | Крис Федак                    | 7 октября 2014   | 5,35                |
| Глория Карлайл, матриарх богатой и влиятельной нью-йоркской семьи, была найдена мертвой во время праздничного мероприятия в музее, который был организован в её честь. Генри сначала отказывался расследовать дело, поскольку Глория была переломным моментом в его жизни, поддержав его сделать предложение Эбигейл. Однако он намерен закончить расследование после того, как его вынуждает Конрад Карлайл, сын Глории, и начинает копаться в трагическом прошлом погибшей. Флэшбеки: В 1956 году Генри и Эбигейл проникают на закрытую вечеринку Глории, и там с ней знакомятся. |                                                                         |                  |                               |                  |                     |
| 5 | «Боксерский перерыв» «The Pugilist Break»                               | Джон Кречмер     | Фил Клеммер                   | 14 октября 2014  | 4,81                |
| Генри и Джо расследуют связь богатого бизнесмена со смертью бывшего преступника, который управлял оздоровительным центром для детей в центральной части города Нью-Йорка. Между тем Эйб начинает предлагать Генри отпустить свои привязанности к различным экспонатам в антикварном магазине. Флэшбеки: Генри вспоминает о центральной части города около оздоровительного центра, где он когда-то работал медиком для недавних иммигрантов в 1890-х. |                                                                         |                  |                               |                  |                     |
| 6 | «Печальная вещь о психопатах» «The Frustrating Thing About Psychopaths» | Зетна Фуэнтес    | Сара Николь Джонс             | 21 октября 2014  | 4,95                |
| Когда человеческое сердце доставлено в отдел расследования убийств, Генри и Джо приступают к поискам подражателя Джека-потрошителя. Но убийца не останавливается на этом. Второе убийство напоминает другое известное и нераскрытое преступление — убийство Чёрного Георгина. Однако анонимный собеседник Генри советует ему искать вне подсказок этих классических убийств, и приводит команду к совсем другому подозреваемому. Флэшбеки: Генри вспоминает своё участие в делах настоящих Джека-потрошителя и Чёрного Георгина. |                                                                         |                  |                               |                  |                     |
| 7 | «Дети Нью-Йорка» «New York Kids»                                        | Стив Шилл        | Зев Бороу                     | 28 октября 2014  | 4,95                |
| Молодой доктор найден убитым в своей квартире на утро после получения премии за экстраординарную хорошую работу, которую он делает. Генри и Джо обнаруживают таинственную татуировку римской цифры на груди убитого, и что он богатого происхождения, от которого он дистанцировал себя по неизвестным причинам. Флэшбеки: В 1950-х Генри пытается спасти мужчину, в которого стреляли, рискуя раскрытием собственного секрета. |                                                                         |                  |                               |                  |                     |
| 8 | «Экстаз в агонии» «The Ecstasy of Agony»                                | Брэд Андерсон    | Аллен Макдональд              | 11 ноября 2014   | 4,23                |
| Генри и Джо расследуют необычную смерть бизнесмена, в то время как Эйба посетила его бывшая жена с заманчивым предложением. Флэшбеки: Генри вспоминает время до его возвращения домой после первой смерти и раскрытия его секрета первой жене Норе. |                                                                         |                  |                               |                  |                     |
| 9 | «Шесть утра» «6 A.M.»                                                   | Петр Лауэр       | Дин Карпентьер и Мэтт Кестер  | 18 ноября 2014   | 4,43                |
| Убийство сына джазового саксофониста Пеппера Эванса вызывает ряд размышлений об отношениях отца и сына и расследования проблем, касающихся прав на известную джазовую песню «6:00». Флэшбеки: Эйб, ещё школьник, начинает интересоваться джазом, и ему даёт уроки сосед. |                                                                         |                  |                               |                  |                     |
| 10 | «Человек в костюме убийцы» «The Man in the Killer Suit»                 | Джейс Александр  | Камерон Литвак                | 2 декабря 2014   | 5,17                |
| Клиническая смерть английского дворянина в Нью-Йорке показывает, что этот человек вёл двойную жизнь. Флэшбеки: В 1957 году мужчина, который знал Генри в войну, узнаёт его, и это вынуждает Генри и его семью переехать. |                                                                         |                  |                               |                  |                     |
| 11 | «Голый купальщик» «Skinny Dipper»                                       | Стив Бойум       | Крис Федак и Фил Клеммер      | 9 декабря 2014   | 5,20                |
| Конфронтация с бессмертным товарищем Генри вынуждают его стоять перед возможностью, что он должен будет показать своё бессмертие его коллегам. Истинная личность «Адама» раскрыта. |                                                                         |                  |                               |                  |                     |
| 12 | «Волки глубокого Бруклина» «The Wolves of Deep Brooklyn»                | Роб Бэйли        | Зев Бороу                     | 6 января 2015    | 4,93                |
| Возвращаясь к работе, Генри расследует убийство молодого инвестора, но узнает, что жертва — сын старого друга Эйба, это побуждает Эйба и его друзей стать детективами. Флэшбеки: В 1965 году Эйб решает вступить в армию. |                                                                         |                  |                               |                  |                     |
| 13 | «Бриллианты навсегда» «Diamonds Are Forever»                            | Джон Кречмер     | Джанет Лин                    | 13 января 2015   | 4,75                |
| Смерть бывшего преступника вынуждает Джо столкнуться с болезненными воспоминаниями о её покойном муже. Между тем Эйб пытается заманить в ловушку вора, который, как он думает, ушел с «бесценным» антиквариатом из его магазина. Флэшбеки: Генри вспоминает 1816 год, когда он был в тюрьме. |                                                                         |                  |                               |                  |                     |
| 14 | «Происхождение» «Hitler on the Half Shell»                              | Дэвид Уоррен     | Сара Николь Джонс             | 3 февраля 2015   | 4,39                |
| Украденное произведение искусства из нацистской Германии начинает подниматься на торгах. Абрахам изучает имена своих родителей из бухгалтерской книги Освенцима, данной ему Адамом, который подвергся пыткам нацистскими учёными, исследующими бессмертие для Гитлера. Флэшбеки: За несколько лет до того как стать бессмертным Генри узнаёт, что его отец занимается работорговлей. Перед смертью отец отдаёт ему карманные часы, и Генри отправляется в плавание, в котором он погибнет в первый раз. |                                                                         |                  |                               |                  |                     |
| 15 | «Король площади Колумба» «The King of Columbus Circle»                  | Мэтт Барбер      | Фил Клеммер                   | 10 февраля 2015  | 4,62                |
| Генри расследует смерть человека, который оказался последним королём Уркеша. Сперва все списывают его смерть на рак лёгких, но затем обнаруживается, что он был отравлен радиацией. Параллельно Эйб продолжает находить своих биологических родственников и выясняет неожиданный, но приятный факт. Флэшбеки: В 1955 году Генри и Эбигейл едут на медовый месяц на Восточном экспрессе, но путешествие прерывается срочной операцией для мальчика, сына короля Уркеша. |                                                                         |                  |                               |                  |                     |
| 16 | «Воспоминания убийцы» «Memories of Murder»                              | Зетна Фуэнтес    | Андерсон Маккензи             | 24 февраля 2015  | 4,66                |
| Расследование убийства студентки, которая выглядит точно как женщина конца 1970-х годов, снова сводит Генри и Иону, которая теперь работает профессором в колледже, в котором училась жертва. Флэшбеки: В 1982 году Генри и постаревшая Эбигейл идут на свидание в Нью-Йорке. Всё заканчивается плохо, так как люди думают, что она либо его мать, либо он её эскорт. |                                                                         |                  |                               |                  |                     |
| 17 | «Социальная инженерия» «Social Engineering»                             | Антония Негрэт   | Джон Энбом                    | 3 марта 2015     | 4,40                |
| Генри и Джо расследуют смерть хакера-активиста из группы "Безликие", поэтому к ним для этого дела присоединяются два детектива из отдела кибер-преступлений. Однако дело оказывается куда более рискованным для Генри, и вскоре ему снова придётся выбирать между своим секретом и жизнью человека. Флэшбеки: В 1865 году, когда Генри работал врачом в больнице, он спас маленького мальчика из пожара. Внезапно в больницу заявляется постаревшая Нора, благодаря портрету в газете наконец поверившая в его рассказ о бессмертии и теперь намеренная всем его раскрыть. Она пытается застрелить Генри, чтобы все увидели, но вместо этого случайно убивает медсестру. |                                                                         |                  |                               |                  |                     |
| 18 | «Мертвецы рассказывают длинные сказки» «Dead Men Tell Long Tales»       | Антония Негрэт   | Джон Энбом                    | 24 марта 2015    | 4,42                |
| Генри и Джо ищут пропавшее золото и убийцу владельца компании по охоте за сокровищами; состоятельный предприниматель, инвестировавший большие деньги в это дело флиртует с Джо. Адам думает, что знает, как избавиться от проклятия, и делится этим знанием с Генри. Флэшбеки: В 1814 году Генри на борту «Императрицы Африки». Он обещает заключённым рабам принести ключ от их камеры, чтобы они смогли поднять бунт на корабле. Генри крадёт ключ, но капитан начинает подозревать его в этом, и в конце концов его убивают и сбрасывают за борт. Однако перед этим тело Генри проносят мимо камер, и из его руки падает украденный ключ, который и подбирают рабы. В настоящем, Генри узнаёт, что предприниматель, флиртующий с Джо, является потомком одного из этих рабов. |                                                                         |                  |                               |                  |                     |
| 19 | «Панк мёртв» «Punk is Dead»                                             | Джон Ф. Шоуолтер | Ильди Модрович                | 31 марта 2015    | 4,66                |
| В стене панк-клуба обнаруживается замурованная женщина, которая находилась там с начала 1980-х годов. Однако за её убийство по косвенным уликам уже был арестован её бойфренд, который утверждает, что невиновен. В конце расследования Генри находит бланк, логотип которого напоминает ему о Эбигейл. Эйб сравнивает его с уликами по пропаже матери и обнаруживает, что он соответствует почтовой марке с одного из её писем. Флэшбеки: В 1985 году жена Генри Эбигейл бесследно исчезает, оставляя небольшие ниточки, по которым её возможно найти. Генри становится одержимым бесплодными поисками жены, пока Эйб не вмешивается и не приводит отца в чувство, заодно спрятав все его улики. Тогда же он предлагает Генри открыть антикварный магазин. |                                                                         |                  |                               |                  |                     |
| 20 | «Искусство требует жертв» «Best Foot Forward»                           | Джон Кретчмер    | Сара Николь Джонс и Зев Бороу | 7 апреля 2015    | 4,06                |
| На репетиции балета «Пирам и Фисба» обнаружена ступня потенциальной примы, отрезанная хирургической пилой. Сперва герои подозревают убийство, но вскоре обнаруживают балерину живой. Они ведут поиски её похитителя, но истинным преступником оказывается совсем не тот, кого они ожидали. Тем временем Джо готовится к романтическому отпуску с Айзеком, а Эйб при поддержке Лукаса ведёт поиски Эбигейл. Флэшбеки: В 1929 году Генри, живя в Париже, подружился с талантливой художницей Валери, которая черпала вдохновение от приёма опиатов. Генри пробует уговорить её завязать, зная, что у неё есть талант. В итоге она создаёт великолепную скульптуру, но вскоре после этого умирает от передозировки. |                                                                         |                  |                               |                  |                     |
| 21 | «Ночь преступления» «The Night in Question»                             | Майкл Филдс      | Фил Клеммер                   | 21 апреля 2015   | 4,04                |
| Генри пытается выяснить, что же на самом деле произошла с Абигейл, после того, как она покинула его в 1985 году. В ходе расследования открываются ужасающие тайны тридцатилетней давности. Флэшбеки: В 1946 году Генри и Эбигейл вместе с маленьким Эйбом приезжают в Бруклин из Европы после окончания войны. Генри дарит Эбигейл английскую розу, которую сумел сохранить во время всего плавания на Королеве Марии. Позже Эбигейл читает Генри поэму Йейтса, которая также появляется в настоящем времени. |                                                                         |                  |                               |                  |                     |
| 22 | «Последняя смерть Генри Моргана» «The Last Death of Henry Morgan»       | Брэд Андерсон    | Мэттью Миллер и Крис Федэк    | 5 мая 2015       | 4,13                |
| Джо оказывается втянута в смертельное столкновение Генри и Адама, когда выясняется, что в расследовании замешан древний клинок, которым был впервые убит Адам. Адам шантажирует Генри тем, чего он боится больше всего — раскрытием тайны Генри Джо. Флэшбеки: В 1945 году в Лондоне Эбигейл спрашивает о шраме от пули у него на груди, а позже Генри замечает шрам от сигареты на шее у Эбигейл и обещает всегда защищать её. Он находит бывшего ухажёра Эбигейл, между ними завязывается драка, и Генри получает удар ножом в живот. Генри умирает на руках у Эбигейл и перед исчезновением повторяет: «Ты не поймёшь, прости меня». Позже Генри и Эбигейл вновь встречаются, когда Генри приходит домой попрощаться c маленьким Эйбом. Эбигейл всё понимает. |                                                                         |                  |                               |                  |                     |